# Can Cames
Can Cames és una masia d'Amer (Selva) inclosa a l'Inventari del Patrimoni Arquitectònic de Catalunya.

## Descripció
Edifici cantoner de tres plantes i coberta de doble vessant a laterals. Malgrat tenir dues façanes, la principal és la del carreró lateral i perpendicular al carrer Girona pròpiament dit. La seva planta és rectangular i està arrebossat i pintat de color blanc a excepció dels marcs d'algunes obertures, que són de pedra.
La planta baixa consta d'un petit sòcol pintat, de dues finestres d'obra de ciment i rajola enreixades de ferro i d'un portal adovellat en forma d'arc de mig punt, de grans blocs de pedra sorrenca. A la façana secundària també hi ha una porta d'accés, més petita, rectangular i arrebossada. A tocar d'una de les finestres, a l'esquerra de l'entrada principal, sembla entreveure's una antiga portat també adovellada i de mig punt, parcialment tapada d'arrebossat i pintura.
Al primer pis hi ha dues finestres amb marcs de pedra sorrenca, amb llinda monolítica i sense ampits i també una finestra amb balcó de barana de ferro i una finestra petita.
El segon pis presenta quatre finestres, una d'elles amb un balconet no emergent de barana de ferro. A la façana lateral hi ha una finestra d'obra de rajola i ciment.
El ràfec de la cornisa de la façana principal està format per tres fileres, dos de rajola plana i una de rajola de dent de diamant. El ràfec de la façana lateral està format per dues fileres, una de teula i l'altra de rajola.

## Història
Casa originària del segle xviii amb reformes i ampliacions durant els segles posteriors, XIX i XX.
La dovella clau del portal principal conté gravada la data de 1740.